# 36.2℃
『36.2℃』（さんじゅうろくどにぶ）は日本のロック・バンド、フラワーカンパニーズが2020年12月23日に発表した18枚目のスタジオ・アルバムである。

## 概要
前作『50×4』以来、約1年ぶりにリリースされた作品である。グレートマエカワは「ここ15年くらいオリジナルアルバムは2年に1枚くらいの周期で作ってきたから、それでいうと今年は作る予定ではなかった。でも、4～5月にライブができなくなり『6月からのツアーも無理かもしれない』という状況でなにもやることがなくなってしまって、『じゃあ、アルバムを作ろうか』と4～5月くらいの時点で、スタジオにも入れないけど、一応それぞれが曲を作っておいて、スタジオに入れる状況になったら曲出しをしよう」と今作の制作経緯を語っている。
アートワークはイラストレーターの林青那が担当し、リリースに伴うアーティスト写真は前作に引き続き、田島貴男が撮影を担当している。

## 収録内容
| 全作詞・作曲: 鈴木圭介 (#10のみ作詞：グレートマエカワ、鈴木圭介 作曲：グレートマエカワ）、全編曲: フラワーカンパニーズ。 |                                 |                                                                            |                                                                            |      |
| # | タイトル                        | 作詞                                                                       | 作曲・編曲                                                                 | 時間 |
| 1. | 「揺れる火」                    | 鈴木圭介 (#10のみ作詞：グレートマエカワ、鈴木圭介 作曲：グレートマエカワ） | 鈴木圭介 (#10のみ作詞：グレートマエカワ、鈴木圭介 作曲：グレートマエカワ） | 3:48 |
| 2. | 「産声ひとつ」                  | 鈴木圭介 (#10のみ作詞：グレートマエカワ、鈴木圭介 作曲：グレートマエカワ） | 鈴木圭介 (#10のみ作詞：グレートマエカワ、鈴木圭介 作曲：グレートマエカワ） | 2:35 |
| 3. | 「こちら東京」                  | 鈴木圭介 (#10のみ作詞：グレートマエカワ、鈴木圭介 作曲：グレートマエカワ） | 鈴木圭介 (#10のみ作詞：グレートマエカワ、鈴木圭介 作曲：グレートマエカワ） | 4:51 |
| 4. | 「履歴書」                      | 鈴木圭介 (#10のみ作詞：グレートマエカワ、鈴木圭介 作曲：グレートマエカワ） | 鈴木圭介 (#10のみ作詞：グレートマエカワ、鈴木圭介 作曲：グレートマエカワ） | 4:22 |
| 5. | 「A-HA-HA」                     | 鈴木圭介 (#10のみ作詞：グレートマエカワ、鈴木圭介 作曲：グレートマエカワ） | 鈴木圭介 (#10のみ作詞：グレートマエカワ、鈴木圭介 作曲：グレートマエカワ） | 5:40 |
| 6. | 「うたは誰のもの?」             | 鈴木圭介 (#10のみ作詞：グレートマエカワ、鈴木圭介 作曲：グレートマエカワ） | 鈴木圭介 (#10のみ作詞：グレートマエカワ、鈴木圭介 作曲：グレートマエカワ） | 4:18 |
| 7. | 「DO DO」                       | 鈴木圭介 (#10のみ作詞：グレートマエカワ、鈴木圭介 作曲：グレートマエカワ） | 鈴木圭介 (#10のみ作詞：グレートマエカワ、鈴木圭介 作曲：グレートマエカワ） | 3:57 |
| 8. | 「一週間」                      | 鈴木圭介 (#10のみ作詞：グレートマエカワ、鈴木圭介 作曲：グレートマエカワ） | 鈴木圭介 (#10のみ作詞：グレートマエカワ、鈴木圭介 作曲：グレートマエカワ） | 3:31 |
| 9. | 「アッチ向いてホイ」            | 鈴木圭介 (#10のみ作詞：グレートマエカワ、鈴木圭介 作曲：グレートマエカワ） | 鈴木圭介 (#10のみ作詞：グレートマエカワ、鈴木圭介 作曲：グレートマエカワ） | 3:15 |
| 10. | 「燃えよフラワーカンパニーズ!」 | 鈴木圭介 (#10のみ作詞：グレートマエカワ、鈴木圭介 作曲：グレートマエカワ） | 鈴木圭介 (#10のみ作詞：グレートマエカワ、鈴木圭介 作曲：グレートマエカワ） | 3:29 |
| 合計時間: | 合計時間:                       | 39:42                                                                      |                                                                            |      |

## 演奏
- 鈴木圭介 - ボーカル
- グレートマエカワ - ベース
- 竹安堅一 - ギター
- ミスター小西 - ドラムス